# Distretto di Bogd (Ôvôrhangaj)
Il distretto di Bogd è uno dei diciannove distretti (sum) in cui è suddivisa la provincia del Ôvôrhangaj, in Mongolia. Conta una popolazione di 5.342 abitanti (censimento 2008). 